# Apriona trilineata
Apriona trilineata är en skalbaggsart som beskrevs av Louis Alexandre Auguste Chevrolat 1852. Apriona trilineata ingår i släktet Apriona och familjen långhorningar. Inga underarter finns listade i Catalogue of Life.